# 북이초등학교 (충북)
북이초등학교는 대한민국 충청북도 청주시 청원구 북이면 내추리에 있는 공립 초등학교이다.

## 학교 연혁
- 1934년 6월 20일 북이공립보통학교(4년제) 개교
- 1938년 4월 1일 북이공립심상소학교로 개칭[1]
- 1938년 5월 7일 6년제로 승격
- 1941년 4월 1일 북이공립국민학교로 개칭[2]
- 1995년 3월 1일 특수학급 신설
- 1996년 3월 1일 북이초등학교로 개칭[3]
- 2005년 2월 15일 신축 교사 준공식
- 2014년 11월 5일 다목적교실(의암관) 준공식
- 2020년 1월 9일 제81회 졸업식(총 6,000명)
- 2020년 3월 1일 제38대 황계자 교장 부임
- 2020년 3월 1일 7학급 편성

## 참고 자료
- 북이초등학교 - 한국교육학술정보원 학교알리미